# Ludowinka
Ludowinka [pronunciación en polaco: /ludɔˈviŋka/] es un pueblo ubicado en el distrito administrativo de Gmina Wodzierady, dentro del Distrito de Łask, Voivodato de Łódź, en Polonia central. Se encuentra aproximadamente a 3 kilómetros al sureste de Wodzierady, a 13 kilómetros al norte de Łask, y a 23 kilómetros al suroeste de la capital regional Łódź.
El pueblo tiene una población de 80 habitantes.